# Roderich von Schoeler

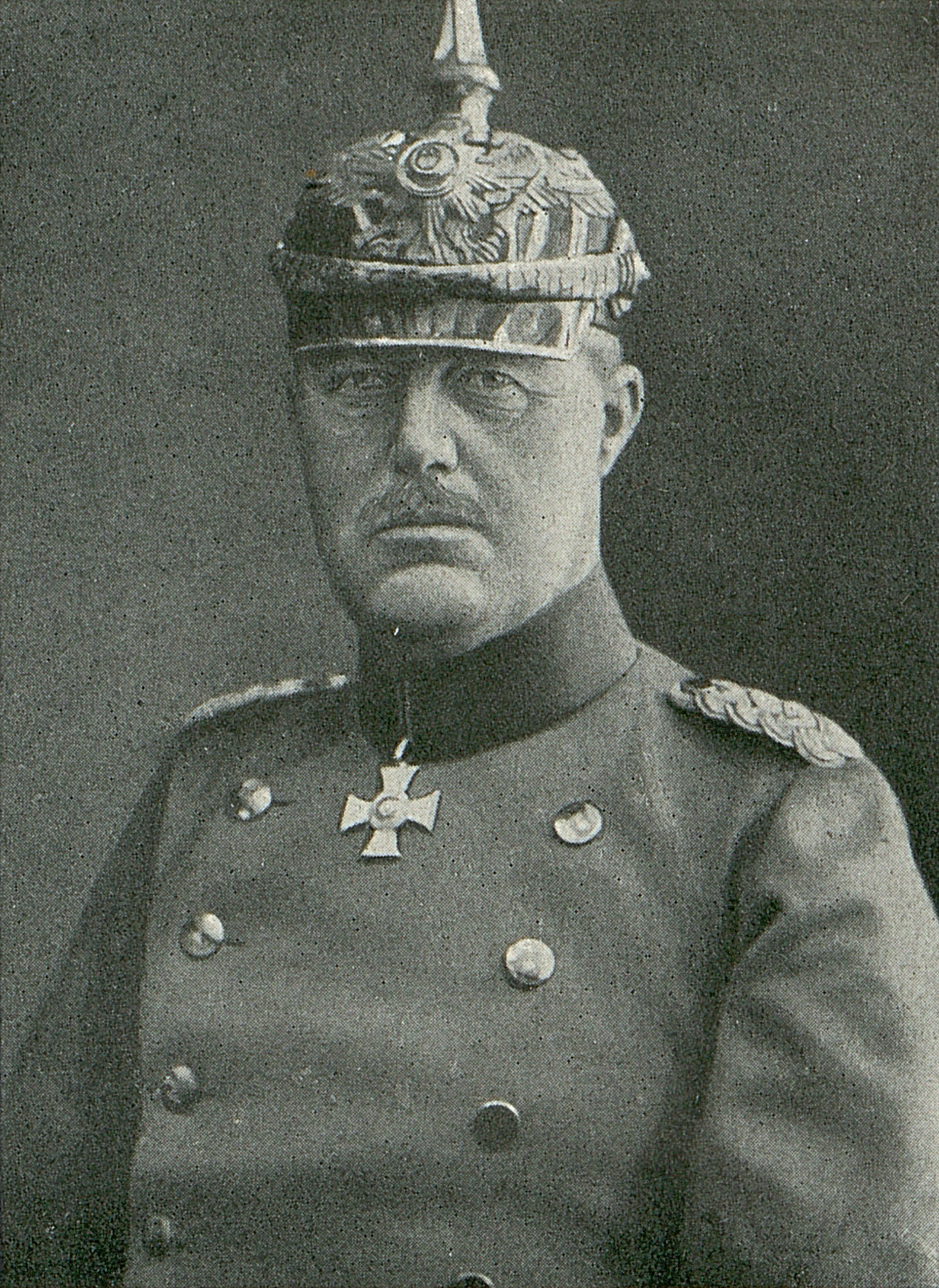
Roderich von Schoeler

Roderich Felix Alexander von Schoeler (* 3. August 1862 in Trier; † 4. April 1935 in Bad Wildungen) war ein deutscher General der Infanterie der Reichswehr.

## Leben

### Herkunft
Roderich war der Sohn des späteren preußischen Generalleutnants Daniel von Schoeler (1800–1878) und dessen zweiter Ehefrau Helene von Bornstedt (* 13. Mai 1825 in Rathenow; † 18. Oktober 1898 in Bonn).

### Militärkarriere
Schoeler trat am 12. April 1879 aus dem Kadettenkorps kommend als Fähnrich in das 4. Garde-Regiment zu Fuß der Preußischen Armee ein. Im Herbst desselben Jahres erfolgte seine Beförderung zum Sekondeleutnant sowie am 22. Juli 1888 zum Premierleutnant. Als solcher wurde Schoeler zur weiteren Ausbildung vom 1. Oktober 1890 bis 21. Juli 1893 zur Kriegsakademie kommandiert. Im Anschluss daran wurde Schoeler Mitte September 1893 Hauptmann und Kompaniechef in seinem Stammregiment. Im November 1899 kommandierte man ihn dann ins Kriegsministerium und versetzt Schoeler schließlich am 27. Januar 1900 unter gleichzeitiger Beförderung zum Major hierher. Dort war er in der 2. Versorgungs-Abteilung (C2) im Versorgungs- und Justiz-Departement (CD) bis zum 13. Februar 1905 tätig. Anschließend übernahm er als Kommandeur das III. Bataillon im Grenadier-Regiment Nr. 89 in Schwerin und wurde am 10. April 1906 zum Oberstleutnant befördert. Nach zweijährigen Truppendienst übernahm Schoeler am 18. Mai 1907 als Kommandeur das Bezirkskommando Berlin III. In dieser Stellung folgte am 20. April 1909 seine Beförderung zum Oberst. Als solcher hatte Schoeler vom 27. Januar 1910 bis 30. September 1912 das Kommando über das 2. Garde-Regiment zu Fuß und wurde anschließend unter gleichzeitiger Beförderung zum Generalmajor Kommandeur der 2. Garde-Infanterie-Brigade. Bereits im Jahr darauf wurde Schoeler am 3. Juli 1913 abberufen und zum Direktor des Armee-Verwaltungs-Departements (BD) im Kriegsministerium ernannt. Gleichzeitig fungiert er als stellvertretender Bevollmächtigter zum Bundesrat des Deutschen Reiches.

#### Erster Weltkrieg
Mit Ausbruch des Ersten Weltkriegs wurde Schoeler am 3. August 1914 zum Generalintendant des Feldheeres ernannt. Am 27. April 1916 kehrte Schoeler in den Truppendienst zurück und wurde mit der Führung der 20. Division beauftragt. In dieser Stellung folgte am 6. Juni 1916 seine Beförderung zum Generalleutnant und schließlich am 21. August 1916 die Ernennung zum Divisionskommandeur. Mit ihr war er an der Ostfront im Einsatz und beteiligte sich an den Kämpfen am Stochod sowie der Schlacht bei Kowel während der Brussilow-Offensive. Von diesem Frontkommando wurde Schoeler am 30. September 1916 abgezogen und zum stellvertretender Kriegsminister ernannt. In dieser Funktion blieb er jedoch nur wenige Wochen. Am 29. Oktober 1916 wurde er zu den Offizieren von der Armee versetzt und am 18. Dezember 1916 zum Kommandeur der 11. Division ernannt. Die Division lag zu diesem Zeitpunkt an der Somme in Stellungskämpfen. In der Schlacht von Arras konnte seine Division in dem von Schoeler befehligten Abschnitt den Durchbruch britischer und kanadischer Truppen zwar verhindern, erlitt dabei aber schwere Verluste. 105 Offiziere und 3154 Unteroffizier und Mannschaften verloren dabei ihr Leben, wurden verwundet oder galten als vermisst. Schoeler wurde dann am 11. Mai 1917 mit der Führung des VIII. Armee-Korps bei der Heeresgruppe Linsingen in Wolhynien beauftragt.
Im September kam Schoeler mit seinem Korps zur Armeeabteilung B und erhielt dort einen Abschnitt an der Schweizer Grenze zugewiesen. Im Frühjahr 1918 wurde das Korps dann bei der 7. Armee eingesetzt und trat am 7. April 1918 zu Angriff an. Es erstürmte die Höhen von Amigny und erzwang bei Chauny den Übergang über die Oise. In den folgenden Tagen kämpfte der Großverband im Niederwald von Coucy und an der Ailette, stürmte Coucy-le-Château und nahm die Verfolgung des geschlagenen Gegners bis zum Oise-Aisne-Kanal auf. Dort wurde der Angriff dann eingestellt.
Vom 9. bis 13. Juni 1918 führte Schoeler sein Korps dann bei der 18. Armee in der Schlacht bei Noyon. Am ersten Kampftag konnte der Gegner sieben Kilometer nach Süden zurückgedrängt werden und am 10. Juni eroberte das Korps Marquéglise. Im weiteren Verlauf der Kampfhandlungen drang es an die Matz nach Süd-Osten vor und bedrohte die auf den Höhen von Lassigny stehenden französischen Truppen in der linken Flanke. Weiter als bis zur Aronde konnten seine Truppen jedoch nicht vordringen, da Schoeler sich dort starken Gegenangriffen ausgesetzt sah, die er jedoch abwehren konnte. Für seine Leistungen wurde Schoeler durch seinen Kommandierenden General Oskar von Hutier zum Pour le Mérite eingereicht. Wilhelm II. zeichnete ihn daraufhin am 30. Juni 1918 mit der höchsten preußischen Tapferkeitsauszeichnung aus.
Bis Kriegsende befand sich Schoeler bei der 7. Armee in verlustreichen Abwehrkämpfen, zuletzt in der Antwerpen-Maas-Stellung. Nach dem Waffenstillstand von Compiègne führte er seine Truppen in die Heimat zurück.

#### Reichswehr
Schoeler wurde in die Vorläufige Reichswehr übernommen und am 7. August 1919 mit der Führung des Reichswehr-Gruppenkommandos 2 in Kassel beauftragt. Gegenüber Walther von Lüttwitz verhielt Schoeler sich im Vorfeld des Kapp-Putsches ablehnend. Bereits am ersten Tag des Putsches gab er eine Loyalitätserklärung für die Regierung Ebert ab. Schoeler reichte seinen Abschied ein und wurde am 30. September 1920 unter Verleihung des Charakters als General der Infanterie aus dem aktiven Dienst verabschiedet.

### Familie
Schoeler hatte sich am 11. September 1919 in Unkel mit Helene Freiin Böcklin von Böcklinsau (* 21. März 1865 in Mannheim) verheiratet.

### Auszeichnungen
- Kronenorden II. Klasse[3]
- Ehrenritter des Johanniterordens[3]
- Preußisches Dienstauszeichnungskreuz[3]
- Ehrenkomtur des Fürstlichen Hausordens von Hohenzollern[3]
- Ehrenkreuz des Greifenordens[3]
- Eisernes Kreuz (1914) II. und I. Klasse
- Roter Adlerorden II. Klasse mit Eichenlaub und Schwertern